# Никулино (Вытегорский район)
Никулино — деревня в Вытегорском районе Вологодской области.
Входит в состав Саминского сельского поселения, с точки зрения административно-территориального деления — в Саминский сельсовет.

## География
Расположена на правом берегу реки Самина. Расстояние до районного центра Вытегры по автодороге — 40 км, до центра муниципального образования посёлка Октябрьский  по прямой — 8 км. Ближайшие населённые пункты — Вашуково, Лечино, Мишино.

## История
Никулина входила в Низовский сельсовет до его упразднения в 1954 году. 

## Население
| 2010 |
| ---- |
| 3    |

По переписи 2002 года население — 7 человек.